# Peter Hinrich Tesdorpf (Kaufmann, 1712)
Peter Hinrich Tesdorpf (* 6. Mai 1712 in Lübeck; † 7. Juli 1778 ebenda) war ein deutscher Kaufmann und Naturforscher.

## Leben und Wirken
Peter Hinrich Tesdorpf war das älteste von sieben Kindern eines gleichnamigen Lübecker Kaufmannes (* 17. November 1681 in Lübeck; † 9. Mai 1721 ebenda) und dessen Ehefrau Catharina, geborene Hübens (* 11. April 1694 in Lübeck; † 25. Januar 1771 ebenda). Der Großvater mütterlicherseits war der Lübecker Bürgermeister Jakob Hübens.
Tesdorpf absolvierte, wie in dieser Lübecker Kaufmannsfamilie üblich, in Hamburg eine vierjährige Ausbildung als Kaufmann. Eine anschließende Reise führte ihn nach Holland, Brabant und Frankreich. Er war zwei Jahre als Kaufmann in London tätig und reiste danach nach Portugal, Spanien und Paris. 1737 ging er wieder nach Lübeck und arbeitete in der Bank seines Stiefvaters Christian David Evers, den seine Mutter in zweiter Ehe geheiratet hatte.
1739 wurde er in das Kollegium der Schonenfahrer aufgenommen. Danach erhielt er Anteile an der Bank und war wirtschaftlich so erfolgreich, dass er finanziell unabhängig wurde und sich anderen Dingen widmen konnte. Schon während seiner Reisen hatte er sich insbesondere mit Naturwissenschaften beschäftigt. Er nutzte seine Geschäftskontakte im Ausland, um ein vielbeachtetes Kabinett von Naturalien zusammenzutragen. Es enthielt lebende und ausgestopfte exotische Tiere, Fossilien und andere Exponate. Die Sammlung entwickelte sich zum Mittelpunkt des gesellschaftlichen Lebens Lübecks. Von 1742 bis 1778 engagierte sich Tesdorpf auch als Vorsteher des Heiligen-Geist-Hospitals. Darüber hinaus trat er öffentlich nicht weiter in Erscheinung.
In Paris hatte Tesdorpf den Physiker René-Antoine Ferchault de Réaumur kennengelernt, mit dem Schriftverkehr führte. Weitere Kontakte pflegte er beispielsweise mit August Johann Rösel, Jacob Theodor Klein oder Wilhelm Adolph Paulli. Er selbst schrieb 1753 das Lehrgedicht Versuch einer Beschreibung vom … Colibrit… in 59 Strophen. Damit wollte er für seine Sammlung werben und sein Wissen weitergeben. Hinzu kamen mehrere Gedichte und kurze Nachrichten, in denen er über neue Ergebnisse der Naturwissenschaften berichtete.
Tesdorpf war ein naturwissenschaftlicher Autodidakt mit teilweise skurrilen Wesenszügen. Aufgrund seiner Publikationen und seines Lebenswandels wurde er von Wissenschaftlern wohlwollend wahrgenommen. Bei den Bewohnern Lübecks galt er als interessanter Sonderling. Die „Teutsche Gesellschaft“ in Jena nahm ihn 1754 als Mitglied auf.

## Familie
Tesdorpf heiratete am 29. Juni 1739 Elisabeth Dorothea Benser (* 12. August 1720 in Lübeck; † 27. Juni 1751 ebenda). Ihr Vater Hinrich Benser war ein Lübecker Kaufmann. Aus der Ehe ging 1751 ein gleichnamiger Kaufmann hervor.

## Werke
- Versuch einer Beschreibung vom allerschönsten und beynahe allerkleinsten Vogel, der unter dem Namen Colibrit bekannt ist. Leipzig, Lübeck: 1754 (Digitalisat, Bayerische Staatsbibliothek)